# Palais des Beaux-Arts de Brussel·les
El Paleis voor Schone Kunsten (en neerlandès) o Palais des Beaux-Arts (en francès) és un local cultural de Brussel·les, Bèlgica. Sovint anomenat "Bozar" (un homòfon de "Beaux-arts") o "PSK", l'edifici va ser completat l'any 1929 impulsat per Henry Le Bœuf (1874–1935) i inclou sales d'exposició i de conferències, un teatre on s'hi projecten pel·lícules i una sala de concerts que alberga l'Orquestra Nacional de Bèlgica.
El director del Bozar és l'historiador d'art Paul Dujardin.

## Història
Després de la Primera Guerra Mundial, el Parlament Belga va rebutjar inicialment els plànols de l'arquitecte belga d'Art Nouveau Victor Horta (1861 -1947). Amb la fundació de la Societé du Palais des Beaux-Arts l'any 1922, el projecte va ser reprès amb diverses restriccions: la ciutat cediria una àrea molt irregular en el pendent entre la part més elevada i la més baixa de la ciutat; la façana principal hauria de proveir establiments comercials; i l'altura de l'edifici estaria també restringida per no afectar les vistes del rei de l'skyline brussel·lès des del Palau Reial.
Va haver de passar més d'una dècada perquè es pogués acabar el complex, que conté una gran sala de concerts, una sala de recitals, una sala de música de cambra, sales de conferències i una vasta galeria d'exposicions temporals. L'arquitecte va aconseguir reunir tot aquest conjunt de funcionalitats diferents en un edifici més aviat petit, amb moltes restriccions i més de 8 nivells de construcció i amb una gran part dels espais sota terra.
L'any 2002, la institució federal belga va triar la marca BOZAR per a l'edifici, amb fins a set departaments artístics: Bozar Expo, Bozar Music, Bozar Cinema, Bozar Dance, Bozar Theatre, Bozar Literature, Bozar Studios i Bozar Architecture. Bozar és, a més, la llar de l'Orquestra Nacional de Bèlgica, la Société Philharmonique/Philharmonische Vereniging, que cada any convida les millors orquestres i intèrprets del món a actuar a Le Bœuf Hall. La final del Concurs de Música Reina Elisabet també se celebra aquí. Cada any, Bozar organitza unes 10 exposicions, que han inclòs Jeff Wall, Luc Tuymans, Frida Kahlo, Lucas Cranach, Gilbert & George, Wim Delvoye, Mestres Venecians i Flamencs i l'exposició "It's not only rock'n'roll Baby".